# Littorina Blindata Modella 43
Littorina Blindata Modella (сокр. Libli, от итал. Littorina Blindata — бронированный тепловоз) — мотоброневагон (создан концерном Ansaldo на базе гражданской пассажирской автомотрисы FIAT ALn 56) или железнодорожная бронедрезина итальянского производства времён Второй Мировой войны. Применялись итальянскими и германскими войсками в оккупированной Югославии для защиты железнодорожной сети от партизан.

## История
Во время Второй Мировой войны Италия классические бронепоезда не строила. В них не было особой надобности, в связи с тем, что основной фронт, на котором воевала итальянская Армия, был в Северной Африке, где тогда было мало железнодорожных линий. Применять такие поезда на Восточном фронте тоже не было большой необходимости, ведь их надо было туда ещё доставить и обслуживать, а железных дорог под охраной итальянцев на этом фронте не было. Но, после оккупации в 1941 году странами «Оси» Югославии, там развернулось масштабное партизанское движение против оккупантов, а железнодорожные сети этой страны, имевшие важное значение, подвергались диверсиям партизан. Действия югославских партизан настолько беспокоили итальянскую армию, что в дополнение к выпущенным в 1940 г. 20 бронеавтомобилям-дрезинам Autoblinda 41 Ferroviaria, которые имели слабое вооружение и небольшую эффективность, итальянцам пришлось налаживать выпуск дополнительных средств защиты железнодорожных коммуникаций.
В сентябре 1942 года итальянский концерн «Fiat-Ansaldo» начал выпуск железнодорожной бронедрезины LIBLI (Littorina blindata) Aln56, предназначенной, главным образом, для патрулирования железнодорожных коммуникаций и контрпартизанской борьбы на Балканах. 25 — 26 декабря 1942 года первая LIBLI уже приняла участие в боевых действиях. Всего выпущено 16 бронедрезин: 8 — М42 (5 — в 1942 году, 3 — в 1943-м) и 8 — М43 (в 1943-1944 годах).
В 1943—1944 годах уже по заказу Вермахта построено также 8 следующей модели М43, которая отличалась от М42 вооружением и бронированием. После капитуляции Италии в сентябре 1943 года все бронедрезины взяты на вооружение немецкой армии и продолжали использоваться в Югославии.

## Техническое описание
Бронедрезина Libli была создана на базе гражданской пассажирской автомотрисы FS ALn 56 производства концерна FIAT. Она имела вагонную компоновку, четыре оси без тележек, два поста управления и два дизельных 6-цилиндровых двигателя общей мощность в 330 л. с. (по 115 л. с. каждый) расположенные в передних частях корпуса с каждой стороны. Бронирование корпуса модели М42 составляло 8,5-мм.
Вооружение М42 состояло из: двух орудий 47/40 калибром 47-мм, установленных в модифицированных башнях от танка М13/40, башни смещены от продольной оси вагона; шести 8-мм пулемётов Breda Mod. 38 в шаровых установках в боковинах корпуса и 2 миномётов Brixia Mod. 35 в верхней части корпуса в центре на специальном подиуме.
У модели М43 вместо миномётов на подиуме с круговым сектором обстрела было установлено автоматическое 20-мм орудие, вместо двух пулемётов в корпусе установили огнемёты Lanciaflamme Mod. 40. В корпусе бронедрезины имелось по 3-5 амбразур для ведения огня из личного оружия.
Конструктивно бронедрезина похожа на два сцепленных хвостами бронированных грузовика и имела вагонную компоновку с двумя идентичными постами управления по обоим концам вагона с центральным боевым отделением посередине, по бортам отсеков откидные сидения для стрелков. Бронедрезина с двумя автомобильными дизельными двигателями (по одному с каждого конца вагона) по 115 л. с. Максимальная скорость 50 км/ч. Численность экипажа варьировалась от 18 до 23 человек в зависимости от вооружения.
Все бронедрезины Libli с радиостанциями Marelli RF 2CA с поручневыми антеннами на крыше вагона и c поворотными прожекторами на орудийных башнях и c стандартными железнодорожными сцепными устройствами и могли включаться в составы поездов. Радиостанция RF 2CA была предназначена, в основном, для связи командиров танковых рот и могла обеспечить устойчивую связь на дальность до 40 км.